# Mazerat-Aurouze
Mazerat-Aurouze é uma comuna francesa na região administrativa de Auvérnia-Ródano-Alpes, no departamento de Alto Loire. Estende-se por uma área de 16,54 km². Em 2010 a comuna tinha 199 habitantes (densidade: 12 hab./km²).